# 普萊
47°59′7″N 24°55′28″E / 47.98528°N 24.92444°E
普萊（烏克蘭語：Плай）是位於烏克蘭西南部的村莊，由切爾諾夫策州維日尼察區的科尼亞廷市鎮負責管轄。該村海拔高度920米，2001年人口232，該村落大部分居民是烏克蘭人。